# ドットコモディティ
ドットコモディティ株式会社 (英語: Dot Commodity Inc.) は、かつて存在したインターネット専業の商品先物取引会社。創業者は元経済産業省官僚の車田直昭。2008年10月から積極的なM&Aを展開し事業規模を拡大、国内オンライン商品取引では最大手であった。
2014年7月1日に楽天証券に吸収合併され、「ドットコモディティ」は楽天証券の商品先物取引サービスブランドとなった。

## 概要
インターネット専業で安価な手数料や、斬新なサービスを展開した。
創業当時から、顧客が望むものをいち早く具現化する「シンプル&スピーディー」に特化した結果、2008年‐2009年時点で、商品先物オンラインブローカーの中では「顧客預かり資産・口座数・売買高」ともに業界第1位の会社に躍り出、2010年も業績を拡大、名実ともに国内商品先物業者NO.1企業となった。
創業時には、楽天からの出資のほか、車田の大学時代からの友人であり、通産省を退職し村上ファンドの代表であった村上世彰の個人出資および取締役就任、松井証券の出資を受けて、松井道夫の取締役就任もあった。
投資家向けサービスとして国内商品先物取引のほか、2009年4月からは24時間海外のコモディティ銘柄を相対取引できるCFD取引を開始。また、商品先物取引業界の枠にとどまらず様々な新サービスを打ち出し、2009年12月にCFD取引において「日本初」となる二酸化炭素排出量（権）取引サービス開始。
2010年8月には、主務省の許可を受けた商品取引会社としてネットトレードで「日本初」となる海外商品先物取引を開始、海外のコモディティに関する取引所取引を一般投資家向けにサービス開始。
商品先物（コモディティ）取引ビギナーには、セミナーで学びながら小額から参加できる環境、また、セミプロクラスにも対応できる取引ツール、国内一の豊富なコモディティ情報を含めたサポートコンテンツなど、シームレスなサービスが投資家向けに提供されることも特徴であった。
2014年7月1日、楽天証券に吸収合併された。楽天証券のドットコモディティ口座として、「国内商品先物取引」、「海外商品先物取引」、「貴金属積立・現物取引」の取引サービスは継続され、「商品CFD取引」、「株価指数先物・オプション取引（委託の媒介）」の取引サービスは2014年6月30日に終了した。

## 沿革
- 2004年12月 -  設立。
- 2005年
  - 3月 - 商品取引受託業許可、東京工業品取引所受託会員資格取得。
  - 10月 - グローバリーからオンライン取引について営業譲渡を受ける。
- 2006年5月 - 開業1周年。楽天スーパーポイントへの等価交換サービス開始。
- 2007年10月 - ドットコモディティ株式会社、ひまわりシーエックス株式会社、アストマックス・フューチャーズ株式会社　3社の事業統合。
- 2008年
  - 10月 - 東京コムウェルからオンライン取引について営業譲渡を受ける。
  - 11月 - ユナイテッドワールド証券から商品先物取引事業について営業譲渡を受ける。
  - 11月 - 豊商事から商品先物取引事業について営業譲渡を受ける。
- 2009年
  - 3月 - スターアセット証券から商品先物取引事業について営業譲渡を受ける。
  - 4月 - タイコム証券から商品先物オンライン部門の営業譲渡を受ける。同社の対面取引部門の取次業務を開始。
  - 8月 - 協栄物産の取次業務を開始。
  - 9月 - 大起産業の取次業務を開始。
  - 12月 - 国内では初となるCO2排出量（権）取引をCFD取引にて開始。
- 2010年
  - 2月 - インヴァスト証券から商品先物オンライン部門の営業譲渡を受ける。
  - 3月 - 明治物産の受託取引を開始。
  - 3月 - ひまわり証券、カネツ商事および今村証券の取次業務を開始。
  - 8月 - 主務省の許可を受けた商品取引会社としてネットトレードで日本初の海外先物取引開始。
  - 10月 - 三菱商事フューチャーズから商品先物取引事業について営業譲渡を受ける。
- 2014年7月1日 - 楽天証券に吸収合併。